# Thera variolata
Thera variolata là một loài bướm đêm trong họ Geometridae.